# Oscilloskop
 Der er for få eller ingen kildehenvisninger i denne artikel, hvilket er et problem. Du kan hjælpe ved at angive troværdige kilder til de påstande, som fremføres i artiklen.

Et oscilloskop er et måleinstrument, der bruges inden for elektronikken til at visualisere elektriske signaler som en graf på en skærm: Grafen viser almindeligvis hvordan signalets spænding varierer over tid.
Oscilloskopet kan anvendes til at studere repetitive og aperiodiske signaler, og man kan aflæse en række forskellige egenskaber ved signalet, f.eks. frekvens, spænding, periodetider, puls/pauseforhold, stige- og faldtider, og meget andet. Oscilloskopet er et meget anvendt instrument til fejlsøgning og til karakterisering af elektriske kredsløb, både analoge og digitale.

## Nutidens (2014) digital storage-oscilloskop
Digital storage-oscilloskop (DSO) kan (også) blive trigget til at tegne en graf/kurve netop én gang - og fastholde den digitalt og dermed vise kurven. Ydermere kan man få DSO til at sende det digitaliserede signal til en ringhukommelse - og stoppe et kort selvvalgt tidspunkt senere ved en trigge-hændelse. Resultatet er, at man kan se kurven et stykke tid før og efter trigge-hændelsen. Dette kan være særdeles nyttigt ved f.eks. fejlsøgning.

### Digital storage-oscilloskop historisk

#### DSO funktion
Siden 1990'erne har man kunne løse problemet med at fastholde signaler der kun indtræffer en enkelt eller få gange, med digital elektronik: Efter forstærkning måles signalet af en AD-konverter, som leverer hundredvis af måleresultater på digital form for hver gang strålen løber hen over skærmen. Alle resultaterne gemmes i ram-hukommelse, og herfra kan de sidenhen trækkes ud i samme rækkefølge gentagne gange. Ved hjælp af en DA-konverter bringes de digitale informationer tilbage på analog form, så det kan bruges til at styre lyspletten i lodret retning, og dermed gentage den samme kurve så længe det måtte ønskes.

#### Computerkraft i oscilloskopet
Efter ram-hukommelsen og AD/DA-konverterne blev det næste skridt i udviklingen at tilføje en mikroprocessor; oscilloskopet bliver en art computerstyret måleinstrument med et væld af muligheder for f.eks. matematisk behandling af og analyse af måleresultaterne, programmering, Kommunikation med "normale" computere og meget andet. Pr. 2006 findes der oscilloskoper, som i virkeligheden er en komplet pc, udstyret med måle-hardware og "forklædt" som oscilloskop; de kan måle på adskillige signaler og derefter visualisere og analysere måleresultaterne på utallige måder — eller f.eks. sende dem i en email, hvis "oscilloskopet" er tilsluttet et datanet.

## Funktioner og anvendelser

### Beskrivelse
Det grundlæggende oscilloskop, som vist på illustrationen, er typisk opdelt i fire sektioner: displayet, vertikale betjeninger, vandrette kontroller og udløserkontroller. Skærmen er normalt et CRT- eller LCD-panel, der er lagt ud med både vandrette og lodrette referencelinjer, der betegnes som graticule. Udover skærmen er de fleste skærmafsnit udstyret med tre grundlæggende betjeningselementer: en fokusknap, en intensitetsknap og en strålefinderknap. Den vertikale sektion styrer amplitude af det viste signal. Dette afsnit har en Volt-per-Division (Volts / Div) vælgerknap, en AC / DC / Ground selector og den lodrette (primære) indgang til instrumentet. Desuden er denne sektion typisk udstyret med den vertikale strålepositionsknap. Den vandrette sektion styrer tidsbasen eller "sweep" af instrumentet. Den primære kontrol er Sekunds-per-Division (Sec / Div) vælgerkontakt. Også inkluderet er en vandret indgang til at udforme dobbelt X-Y-akse signaler. Placering af flad stråleposition er placeret i dette afsnit. Udløsersektionen styrer starten af fejningen. Udløseren kan indstilles til genstart efter hvert feje automatisk, eller det kan konfigureres til at reagere på en intern eller ekstern begivenhed. Hovedkontrolerne i dette afsnit er kilde- og koblingsvælgerkontakterne. En ekstern triggerindgang (EXT-indgang) og niveaujustering vil også medtages. Ud over det primære instrument leveres de fleste oscilloskoper med en probe som vist. Sonden vil forbinde til en hvilken som helst indgang på enheden og har typisk en modstand, ofte oscilloskopets indgangsimpedans. Dette resulterer i en .1 (-10X) dæmpningsfaktor, men hjælper med at isolere den kapacitive belastning, der frembringes af probekablet fra signalet, der måles. Nogle prober har en switch, der tillader operatøren at omgå modstanden, når det er relevant.

### Størrelse og bærbarhed
De fleste moderne oscilloskoper er lette, bærbare instrumenter, der er kompakte nok til let at blive båret af en enkelt person. Ud over de bærbare enheder tilbyder markedet et antal miniature batteridrevne instrumenter til applikationer inden for felttjeneste. Oscilloskoper af laboratoriekvalitet, især ældre enheder, der bruger vakuumrør, er bænk-enheder eller kan monteres i dedikerede vogne. Oscilloskoper med specielle formål kan monteres i rackmonteret eller permanent monteret i brugerdefineret instrumenthus.

### Indgange
Signalet, som skal måles, tilføres en af indgangsstikkene, som normalt er en koaksial konnektor, såsom en BNC- eller UHF-type. Bindende indlæg eller bananpropper kan bruges til lavere frekvenser. Hvis signalkilden har sin koaksiale konnektor, anvendes der et simpelt koaksialkabel; Ellers anvendes et specialkabel kaldet en "scope probe", der leveres med oscilloskopet. I almindelighed er en åben ledningstestledning til forbindelse til det observerede punkt generelt ikke tilfredsstillende for rutinemæssig brug, og en sonde er nødvendig. Generelle oscilloskoper har sædvanligvis en inputimpedans på 1 megohm parallelt med en lille, men kendt kapacitans, såsom 20 picofarader. Dette tillader brugen af standardoscilloskopprober. Scopes til brug med meget høje frekvenser kan have 50 ohm indgange, som enten skal tilsluttes direkte til en 50 ohm signalkilde eller bruges med Z0 eller aktive sonder.

### Prober
Åbne ledninger (flyveledninger) vil oftest opsamle forstyrrelser, så de er ikke egnede til signaler med lavt niveau. Derudover har ledningerne en høj induktans, så de er ikke egnede til høje frekvenser. Brug af et skærmet kabel (det vil sige koaksialkabel) er bedre for lavniveau signaler. Koaksialkabel har også lavere induktans, men det har højere kapacitans: Et typisk 50 ohm kabel har ca. 90 pF/m. Følgelig vil en 1 meter direkte (1X) koaksial probe indlæse et kredsløb med en kapacitans på ca. 110 pF og en modstand på 1 megohm.

## Typer og modeller
Det følgende afsnit er et resumé af forskellige typer og modeller. For en detaljeret diskussion henvises til den anden artikel.

### Katode-ray oscilloskop (CRO)
Den tidligste og enkleste type oscilloskop bestod af et katodestrålerør, en vertikal forstærker, en tidsbase, en vandret forstærker og en strømforsyning. Disse kaldes nu "analoge" scopes for at skelne dem fra de "digitale" scopes, der blev almindelige i 1990'erne og 2000'erne. Analoge scopes omfatter ikke nødvendigvis et kalibreret referencegrid for størrelsesmåling af bølger, og de må muligvis ikke vise bølger i traditionel forstand af et linjestykke, der fejer fra venstre mod højre. I stedet kunne de bruges til signalanalyse ved at føje et referencesignal til en akse og signalet til at måle ind i den anden akse. For et oscillerende reference- og målesignal resulterer disse i et komplekst loopmønster benævnt en Lissajous-kurve. Kurvens form kan fortolkes for at identificere målesignalets egenskaber for referencesignalet og anvendes over et bredt spektrum af oscillationsfrekvenser.

### Dual-beam oscilloskop
Det dobbelstråle-analoge oscilloskop kan vise to signaler samtidigt. En speciel dual-beam CRT genererer og afbøjer to separate bjælker. Selvom multi-spor analoge oscilloskoper kan simulere en dual-beam display med chop og alternative sweeps, giver disse funktioner ikke samtidige displays. (Real-time digitale oscilloskoper tilbyder de samme fordele ved et dual-beam-oscilloskop, men de kræver ikke en dual-beam display.) Ulemperne ved dual-sporoscilloskopet er, at det ikke hurtigt kan skifte mellem sporene, og det kan ikke fange to hurtigt forbigående hændelser. For at undgå dette problem anvendes et dobbeltstråleoscilloskop.

### Analog lagring oscilloskop
Sporlager er en ekstra funktion tilgængelig på nogle analoge scopes; de brugte direkte visning opslag CRTs. Opbevaring gør det muligt at spore mønster, der normalt falder i en brøkdel af et sekund, for at forblive på skærmen i flere minutter eller længere. Et elektrisk kredsløb kan derefter bevidst aktiveres for at gemme og slette spor på skærmen.

### Digitale oscilloskoper
Mens analoge enheder bruger konstant varierende spændinger, anvender digitale enheder binære tal, som svarer til spændingsprøver. I tilfælde af digitale oscilloskoper anvendes en analog-til-digital-konverter (ADC) til at ændre de målte spændinger til digital information. Det digitale lagringsoscilloskop eller DSO for kort er nu den foretrukne type til de fleste industrielle applikationer, selvom hobbyister stadig bruger enkle analoge CRO'er. Den erstatter den elektrostatiske lagringsmetode, der anvendes i analoge lagringsområder med digital hukommelse, som kan lagre data så længe som nødvendigt uden nedbrydning og med ensartet lysstyrke. Det tillader også kompleks behandling af signalet med højhastighedstog til digital signalbehandling.

### Mixed-signal oscilloskoper
Et blandet signaloscilloskop (eller MSO) har to slags input, et lille antal analoge kanaler (typisk to eller fire) og et større antal digitale kanaler (typisk seksten). Det giver mulighed for præcist at tidskorrelere analoge og digitale kanaler, hvilket giver en klar fordel over et separat oscilloskop og logikanalysator. Normalt kan digitale kanaler grupperes og vises som en bus med hver busværdi, der vises nederst på displayet i hex eller binære. På de fleste MSO'er kan udløseren indstilles på tværs af både analoge og digitale kanaler.

### Blandede domæne oscilloskoper
I et blandet domæne-oscilloskop (MDO) har du en ekstra RF-indgangsport, der går ind i en spektrumanalysatordel. [Tvivlsomt - diskuter] Det forbinder disse traditionelt separate instrumenter, så du f.eks. Kan korrelere hændelser i tidsdomænet ( som en specifik seriel datapakke) med hændelser der sker i frekvensdomænet (som RF-transmissioner).

### Håndholdte oscilloskoper
Håndholdte oscilloskoper anvendes til mange test- og field service applikationer. I dag er et håndholdt oscilloskop normalt et digitalt samplingsoscilloskop ved hjælp af et flydende krystaldisplay. Mange håndholdte og bænkoscilloskoper har den jordreferencespænding, der er fælles for alle indgangskanaler. Hvis der anvendes mere end en målekanal på samme tid, skal alle indgangssignaler have samme spændingsreference, og den fælles standardreference er "jord". Hvis der ikke er nogen differentialforstærker eller ekstern signalisolator, er dette traditionelle stationære oscilloskop ikke egnet til flydende målinger. (Af og til bryder en oscilloskopbruger jordstiften i strømkablet i et bænk-toposcilloskop i et forsøg på at isolere det signal, der er almindeligt fra jordbunden. Denne praksis er upålidelig, da hele kabinettet af instrumentkabinet vil blive forbundet i kredsløbet. Da det også er en fare for at bryde en sikkerhedsbundsforbindelse, anbefaler instruktionsmanualerne stærkt denne praksis.)

## Historie
Braunrøret var kendt i 1897, og i 1899 udstyrede Jonathan Zenneck det med stråleformende plader og et magnetfelt til at feje sporet. Tidlige katodestrålerør var blevet anvendt eksperimentelt til laboratoriemålinger så tidligt som 1920'erne, men led af den dårlige stabilitet af vakuumet og katodeemitterne. V. K. Zworykin beskrev et permanent forseglet højvakuumkatodestrålerør med en termionisk transmitter i 1931. Denne stabile og reproducerbare komponent tillod General Radio at fremstille et oscilloskop, der kunne anvendes uden for laboratorieindstillinger. Efter overskud af verdenskrigsoverskridende elektroniske dele blev grundlaget for genoplivning af Heathkit Corporation, og et $ 50 oscilloskopsæt fremstillet af sådanne dele var en første markedssucces.

## Ældre analoge oscilloskoper med "storage"
Ældre oscilloskoper med "storage" (kurveopbevaring i katodestrålerøret) benævnt (analog) storage-oscilloskop kan blive trigget til at tegne en kurve netop én gang - og fastholde den via det specielle storage-billedrør. Efter et stykke tid f.eks. sekunder eller længere - forsvinder eller overbelyses kurven.
De ældre analoge oscilloskoper kunne kun vise en blivende og ubevægelig kurve på skærmen, hvis det signal der måles på, nøje gentager sig selv hele tiden. For at overkomme dette problem konstruerede man tidligere såkaldte storage-oscilloskoper (af engelsk storage = "opbevaring") hvis billedrør med et passende hjælpekredsløb ad elektrostatisk vej kunne fastfryse den kurve, som katodestrålerørets elektronstråle havde tegnet én enkelt gang.

## Sådan virker et ældre analog oscilloskop
I sin grundlæggende form består et analog oscilloskop af et katodestrålerør, nogle forstærkere, en præcis oscillator til tidsstyring og en fælles strømforsyning. Katodestrålerøret danner vha. en elektronstråle en skarp lysplet et sted på skærmen, og denne lysplet kan dirigeres op og ned med ét elektrisk signal, og til venstre og højre med et andet signal. Katodestrålerøret er monokromt, og farven af lyspletten bestemmes af den fosforbelægning, der er anvendt til skærmen. Denne farve er ofte grøn, blå, eller hvid med toner af grøn eller blå.
Oscillatoren leverer et "savtak-formet" signal som stiger støt og lineært med tiden fra en vis start-spænding, når til en vis topgrænse, for så at falde brat tilbage til start-spændingen: Dette signal bringes til at styre lysplettens vandrette position, så pletten vandrer med konstant hastighed fra venstre mod højre på skærmen og derefter springer tilbage til skærmens venstre kant og starter forfra. Det signal der skal måles på, forstærkes efter behov og bruges så til at styre lysplettens position i lodret retning.
Hvis det signal der måles på, gentager sig selv tilpas hurtigt, kan man få lyspletten til at "gennemløbe" kurven mange gange i sekundet, og derved snydes øjet til at "tro" at der er en fast linje på skærmen snarere end en vandrende lysplet.
Hvis ikke målesignalet er i nøjagtig samme fase hver gang pletten springer tilbage til skærmens venstre kant, vil hver gentagelse af kurven blive forskudt i vandret retning. Derfor styres oscillatoren af et kredsløb, almindeligvis kaldet et triggerkredsløb, der undersøger målesignalet: Når målesignalets spænding enten stiger eller falder igennem en vis grænseværdi (dette vil almindeligvis forekomme en gang for hver af målesignalets svinginger, og i samme fasevinkel hver gang), "slippes" lyspletten løs. På den måde tegnes kurven altid det samme sted på skærmen, og illusionen af en ubevægelig, fuldt optrukken kurve opstår.

## Sådan bruges oscilloskopet
Det signal der skal måles på, tilsluttes indgangen på oscilloskopets forstærker, og man indstiller forstærkningen og tidsbasen (skanderingsraten for den vandrette akse) til skærmen viser en passende stor kurve. Der stilles om nødvendigt på det triggerkredsløb, der afventer det rette niveau i målesignalet, for at få et brugbart billede.
Skærmen på et oscilloskop er typisk inddelt i 10 kolonner × 8 rækker (eng. divisions for dansk inddelinger). De resulterende firkanter er ofte kvadrater på hver en kvadratcentimeter, og de betjeningsknapper der styrer oscillatorens skanderingsrate og forstærkningen af målesignalet, har skalaer der angiver hhv. tid pr. inddeling og volt pr. inddeling. Så ved at bruge centimeterinddelingen på skærmen som "lineal" til at måle på kurven, og multiplicere med de tal føromtalte betjeningsknapper peger på, kan man udregne tids- og spændingsforskelle for de udvalgte dele af signalet.

## Flere faciliteter
Selv de "enkleste modeller" blandt oscilloskoper tilbyder nogle flere faciliteter og muligheder end beskrevet ovenfor:
- I stedet for én indgang har man to indgange med hver sin forstærker (og tilhørende betjeningsknapper til justering af forstærkningsgraden): Ved at skifte mellem de to signaler, enten for hver gang lyspletten løber hen over skærmen eller blot så hurtigt som teknikken tillader, kan man få kurver for begge signaler vist samtidigt: Hvert signal kan forstærkes i forskellig grad med de to betjeningsknapper; kurverne kan altså have hver sin skala (antal volt pr. inddeling) i lodret retning, mens den vandrette tids-skala vil være fælles for begge kurver.
- Mange af de "enkle modeller" kan lægge de to signaler sammen, og typisk kan man bytte polaritet (svarende til at skifte fortegn) på signalet på én af kanalerne: Kombinerer man de to faciliteter, kan man trække spændingen af det ene signal fra spændingen af det andet, og vise en kurve der angiver hvordan forskellen mellem de to signaler varierer over tid.
- Med to indgange skal det synkroniseringskredsløb der venter på målesignalet og sørger for at kurven bliver stående og ikke forskydes vandret, "vælge" ét af de to signaler – som regel er der også en tredje signalindgang og forstærker, hvis signal dog ikke vises på skærmen, men kan bruges som tidsmæssigt referencesignal for de to signaler der vises. En fjerde valgmulighed man ofte ser, er at billedet kan synkroniseres efter den vekselspænding der strømforsyner oscilloskopet: Hvis man f.eks. måler på en strømforsyning, vil vekselspændingerne i denne stå i et fast faseforhold til vekselstrøms-forsyningen til oscilloskopet, så denne facilitet giver en meget stabil synkronisering uanset målesignalets størrelse eller egenskaber i øvrigt.
- Ved samme synkroniseringskredsløb kan man som regel vælge nogle filtre til eller fra, som får systemet til at se bort fra små hurtige variationer i signalet (noget som ellers kan drille synkroniseringen og få kurven til at springe sidelæns på skærmen), samt specialiserede filtre som fremhæver synkroniseringsimpulser i tv-signaler.
- Med en omskifter kan man vælge om lysplettens vandrette position skal styres som normalt af oscilloskopets egen savtak-oscillator, eller af målesignalet på den ekstra forstærker; dette kan bruges til at undersøge fase- og frekvensforhold mellem to signaler.